# Macabro quiz
Macabro quiz (titolo orig. Cat Among the Pigeons) è un romanzo poliziesco di Agatha Christie, pubblicato nel novembre del 1959. L'investigatore belga Hercule Poirot vi appare, ma solamente nella terza parte del romanzo.

## Trama

### Introduzione
Rispetto ad altri romanzi aventi come protagonista Hercule Poirot, in questo libro l'investigatore belga entra in scena tardi, chiamato in causa da una alunna dell'esclusivo collegio femminile di Meadowbank, che lo interpella a proposito di alcuni delitti avvenuti durante il corso estivo, vittime due insegnanti.
Dopo il prologo, che si svolge durante l'apertura del corso, e una scena iniziale ambientata in Medio Oriente, nell'immaginario emirato di Ramat, la scena si sposta in Inghilterra, a Meadowbank, istituto frequentato da un microcosmo di interessanti figure femminili.
Questo mondo femmineo è appena sfiorato da Hercule Poirot, che in punta di piedi dipana con eleganza l’intreccio dando risposta al macabro quiz.

### Intreccio
Il romanzo comincia con un flashback ambientato tre mesi prima della storia a Ramat, un paese molto ricco del Medio Oriente, in cui sta per scoppiare una rivoluzione. Il principe Ali Yusuf dà al suo pilota e intimo amico Bob Rawlinson una piccola fortuna composta da molti gioielli, che devono uscire dal paese, perché si fida solo di lui per effettuare questo compito. Rawlinson apparentemente nasconde i gioielli nella valigia di sua sorella, Joan Sutcliffe, che è andata a trovarlo con sua figlia, Jennifer, ma viene spiato da una donna nella stanza accanto. Poco dopo, sia Rawlinson che il principe muoiono in un "incidente" aereo mentre cercano di scappare dal paese. Un gran numero di persone, incluso il Servizio Segreto britannico, si mettono sulle tracce dei gioielli, e l'attenzione si concentra sulla scuola di Meadowbank, dove sia Jennifer sia Shaista, cugina e promessa sposa del principe, stanno studiando.
Nella scuola è presente del nuovo personale, inclusi Adam Goodman (un agente britannico che finge di essere un giardiniere), Ann Shapland (la nuova segretaria della direttrice, Miss Bulstrode), Angele Blanche (la nuova insegnante di francese) e Grace Springer (un'insegnante di ginnastica). Miss Springer dà fastidio alle altre insegnanti per i suoi modi bruschi e per il suo comportamento egocentrico.
All'inizio della storia Miss Bulstrode è alle prese con una decisione molto importante: deve designare la persona che prenderà il suo posto una volta che lei andrà in pensione. Le possibili candidate sono due: Miss Vansittart, che continuerebbe la sua tradizione, ma senza apportare novità, e Miss Rich, la giovane insegnante di letteratura inglese, con tante idee ma pochissima esperienza. Questo problema però viene ben presto dimenticato quando Miss Springer viene trovata morta, a causa di un colpo di pistola, nel padiglione dello sport di notte tardi e il suo corpo viene scoperto da Miss Johnson e Miss Chadwick.
L'ispettore Kelsey, la mattina dopo, interroga tutti facendo caso però che all'appello manca una persona: Adam Goodman un nuovo giardiniere che presto rivelerà di essere un agente inviato dal governo sia alla direttrice che all'ispettore. Nel frattempo, l'attenzione del lettore viene spostata sulla racchetta da tennis di Jennifer, che potrebbe essere un nascondiglio ideale per le pietre preziose. La ragazza afferma che la racchetta improvvisamente ha perso il suo equilibrio e la sua maneggevolezza, e manda una lettera alla madre esprimendo il suo dissenso. In seguito Jennifer scambia la sua racchetta con quella di una sua amica, Julia Upjohn. Un giorno una donna sconosciuta attira l'attenzione di Jennifer dicendo di avere un regalo per lei da parte di sua zia Gina dandole una racchetta nuova e portandosi via la vecchia (quella che in realtà è di Julia) per farle restringere le corde. Julia fa notare all'amica che sua zia non poteva credere che la sua racchetta avesse bisogno di essere riparata, perché quella racchetta era stata rimessa a posto. Per di più, la zia Gina scrive per dire che lei non ha spedito nessuna racchetta.
Durante un fine settimana in cui molte delle ragazze sono tornate a casa dai genitori, Shaista viene rapita da un autista che fingeva di essere stato mandato dal padre a prelevare la ragazza. Quella notte, Miss Chadwick viene disturbata da una luce proveniente dal padiglione dello sport, va a controllare e trova Miss Vansittart morta, uccisa da un violento colpo alla nuca. Alcune ragazze vengono fatte tornare a casa dai genitori, ma Julia, che continua a pensare allo scambio delle racchette con Jennifer, porta la racchetta in camera sua, e scopre le gemme all'interno del manico. Quella notte qualcuno cerca di entrare in camera della ragazza, e a quel punto ella decide di fuggire da scuola e andare a raccontare tutta la storia a Hercule Poirot.
La polizia comincia a sospettare di Miss Blanche, ma in realtà non è lei l'assassina, anche se lei sa chi è l'assassino dei due omicidi, e cerca di ricattare questa persona, quando anche lei viene uccisa. I genitori delle ragazze ormai cominciano ad avere paura a lasciare le figlie nella scuola, che attraversa quindi un periodo di crisi.
Hercule Poirot scopre che la principessa Shaista che si trovava nella scuola era un'impostora: la vera Shaista, infatti, era stata rapita molto tempo prima, in Svizzera, e il suo rapimento in realtà era la fuga della finta principessa dalla scuola, che apparteneva ad un gruppo di persone che ricercavano i gioielli. L'assassino, però, sapeva bene qual era il nascondiglio, perché aveva visto Rawlinson nasconderli proprio perché era la persona che era vicina alla sua stanza a Ramat. Quasi nessuna delle insegnanti poteva trovarsi a Ramat… A parte Eileen Rich, che dichiarava di essere in malattia quando invece si trovava là. Jennifer ricorda anche vagamente di averla vista, anche se le sembrava una donna grassa (infatti Miss Rich si era recata a Ramat per partorire un figlio illegittimo che è poi nato morto).
Proprio mentre l'opinione di tutti è che l'assassina sia Miss Rich, la signora Upjohn entra nella stanza della direttrice dopo essersi ricordata qualcosa avvenuto nella sua vacanza in Anatolia. Vedendo Anna Shapland, la donna la riconosce come una famosa spia internazionale che aveva visto a Ramat. Ann Shapland tira fuori dalla borsetta una pistola e spara contro la signora Bulstrode, ma Miss Chadwick riceve in pieno la pallottola perché cerca di salvare Miss Bulstrode mettendosi davanti.
Si scopre così che Ann Shapland ha ucciso Miss Springer, che l'ha sorpresa mentre stava frugando nel padiglione dello sport alla ricerca dei gioielli, e Miss Blanche, che cercava di ricattarla. L'omicidio di Miss Vansittart, per cui Ann aveva un alibi di ferro, è stato commesso da Miss Chadwick, che non voleva che la donna diventasse la nuova direttrice di Meadowbank, e che sperava che Miss Bulstrode dopo quella morte cambiasse idea sul suo pensionamento.
Alla fine del libro, Miss Bulstrode decide di lasciare il posto di direttrice a Miss Rich. Poirot rende i gioielli all'enigmatico signor Robinson che li porta alla donna che ha sposato in segreto il principe Ali Yusuf, ed uno smeraldo viene dato come ricompensa a Julia Upjohn.

## Personaggi
- Hercule Poirot, investigatore privato
- Julia Upjohn, allieva di Meadowbank
- Jennifer Sutcliffe, allieva di Meadowbank
- Principessa Shaista, allieva di Meadowbank e cugina di Alì Yusuf
- Signora Upjohn, madre di Julia
- Signora Sutcliffe, madre di Jennifer
- Honoria Bulstrode, direttrice di Meadowbank
- Eleanor Vansittart, insegnante di storia e di letteratura tedesca
- Chadwick, insegnante di matematica
- Grace Springer, insegnante di educazione fisica
- Angele Blanche, insegnante di francese
- Eileen Rich, insegnante di letteratura inglese e geografia
- Ann Shapland, segretaria della signorina Bulstrode
- Alì Yusuf, principe di Ramat
- Robert Rawlinson, pilota personale del principe e suo migliore amico
- Adam Goodman, agente mandato dal governo sotto le spoglie di giardiniere
- Kelsey, ispettore di polizia
- Signor Robinson, un trafficante di gioielli

## Edizioni italiane
- Macabro quiz, traduzione di Lidia Ballanti, I Gialli Mondadori n.606, Milano, Mondadori, 11 settembre 1960. - I Classici del Giallo Mondadori n.399, maggio 1982; Prefazione e postfazione di Mauro Boncompagni, Collana Oscar n.1702 (Oscar Gialli n.115), Mondadori, settembre 1983; I Classici del Giallo Mondadori n., febbraio 1989; Edizione illustrata e annotata, Collezione Agatha Christie, Milano, CDE, 1992; Collana Oscar Narrativa n.1442 (Oscar Scrittori del Novecento), Mondadori, aprile 1995; Collana Oscar Gialli, Mondadori, 2017, ISBN 978-88-046-8326-1; Collana Oscar junior, Mondadori, 2021, ISBN 978-88-047-3885-5; I Classici del Giallo Mondadori n.1482, luglio 2024.